# Premierminister von Litauen
Der Premierminister der Republik Litauen (litauisch Ministras Pirmininkas) ist der Regierungschef Litauens. Er ist Oberhaupt der Regierung des Landes und wird vom Präsidenten mit Zustimmung des litauischen Parlaments, des Seimas, ernannt. Das moderne Amt des Premierministers wurde 1990 eingerichtet, als Litauen seine Unabhängigkeit erklärte, obwohl der offizielle Titel bis zum 25. November 1992 „Vorsitzender des Ministerrates“ lautete.
Historisch gesehen wurde der Titel des Premierministers auch zwischen 1918 und 1940 verwendet. Dies war während der ursprünglichen Republik Litauen, die vom Zusammenbruch des Russischen Kaiserreiches bis zur Annexion des Landes durch die Sowjetunion dauerte.